# Leonela, muriendo de amor
Leonela, muriendo de amor es la primera telenovela peruana producida por José Enrique Crousillat para la productora América Producciones realizada en 1997, siendo una adaptación a cargo de la propia autora Delia Fiallo, donde unió las dos partes de la historia original en una sola telenovela. 
Fue protagonizada por la actriz mexicana Mariana Levy en el papel de Leonela y el actor peruano Diego Bertie como Pedro Luis, con las participaciones antagónicas de Roberto Moll, Mariela Alcalá, Ariel López Padilla, Paul Martin y Maryloly Lopez.

## Argumento
Leonela Ferrari es una hermosa e inteligente mujer de buena familia que acaba de terminar la carrera de Derecho y está a punto de casarse con su novio, Otto Mendoza. La noche en que anuncian su compromiso, Otto tiene un altercado con Pedro Luis Guerra, un muchacho humilde a quien golpea brutalmente. Pedro Luis, humillado, jura vengarse de su agresor pero al no poder dar con él vuelca todo su resentimiento contra Leonela, a quien encuentra caminando por la playa; enardecido por la bebida y la humillación, Pedro Luis viola a Leonela. 
Leonela queda embarazada a causa de la violación, Otto la abandona y aquellos que creía sus amigos le dan la espalda. Su padre le exige que aborte, pero su madre la convence de que tenga al niño y luego lo dé en adopción. Mientras tanto, Pedro Luis es acusado de homicidio pues mata por accidente a uno de los matones que había enviado un tío de Leonela para que lo golpearan. Leonela, encargada de la acusación, logra que sea condenado a doce años de prisión. En la cárcel, Pedro Luis se hace amigo de un preso italiano, ya anciano, al que llaman "El Millonario", pues siempre está hablando de su gran fortuna aunque nadie le cree.
El niño nace y Leonela lo entrega en adopción a pesar de que Pedro Luis le ruega que se lo entregue a su familia. A pesar de todo, Pedro Luis logrará que su cuñada, María Nieves, adopte al niño, a quien llaman Pedro Ángel. Durante su estancia en la cárcel, Pedro Luis es premiado por su buena conducta con un programa de reinserción que le permite estudiar Derecho y una reducción de condena a ocho años; además, recibe una noticia: "El Millonario" ha fallecido y le ha dejado toda su fortuna. 
Después de cumplir condena, Pedro Luis sale de prisión convertido en abogado y se reencuentra con Leonela en los juzgados para sorpresa de ella, que descubre en él a un excelente abogado. Posteriormente, Leonela descubre que María Nieves y Pedro Luis tienen a su hijo, a quien arrepentida ha buscado desesperadamente para recuperarlo. Con el tiempo, entre Pedro Luis y ella nace el amor, pese a que Pedrito es hostil hacia Leonela, pues cree que ella quiere robarle el amor de su padre. No obstante, Leonela termina por ganarse el afecto de su hijo, por lo que María Nieves renuncia al niño. 
Poco después, Leonela se casa con Pedro Luis, pero no consiguen tener relaciones sexuales en la luna de miel, ya que cada beso de él le trae recuerdos de su violación. Este miedo a amar afectará a Leonela durante toda la segunda etapa de la historia, por lo que Pedro buscará consuelo en otras mujeres; entre ellas, su propia secretaria, de nombre Imán, y la hermosa Lorena, a la que conoce en la luna de miel.
Por su parte, María Nieves, que siempre ha estado enamorada de Pedro Luis, pretende recuperar a Pedrito aunque tenga que recurrir a los tribunales, pero esto no le resulta necesario; aunque Pedrito quiere a Leonela, prefiere a su tía. Entretanto, Pedro Luis cree que Leonela se casó con él solo por recuperar a su hijo y decide divorciarse, pero Leonela se niega y decide luchar por él. 
Poco después, Pedrito descubre por un antiguo compañero de prisión de su padre que este estuvo en prisión (al niño siempre le habían dicho que su padre estaba de viaje de negocios) y lo rechaza, lo que afecta mucho a Pedro Luis y también a Leonela (que termina por explicarle a Pedro Luis las razones de su frialdad; él la comprende y se reconcilian). El rechazo de Pedrito hacia sus padres se hace más fuerte, ya que María Nieves lo manipula a su antojo.
Para recuperarse de sus traumas, Leonela empieza a ver en secreto a un psiquiatra llamado Damián, quien se enamora de ella porque le recuerda a su difunta prometida. Ante las ausencias injustificadas de Leonela, Pedro comienza a sospechar que su mujer le es infiel, aunque el verdadero infiel es él, que no cesa en su amorío con Lorena e Imán. Poco después, María Nieves se casa con Nelson, amigo de Pedro Luis, al que traiciona cuando se convierte en el abogado de su esposa en el juicio contra Pedro y Leonela por la custodia de Pedrito. La situación afecta tanto al niño, que enferma de asma. 
Damián se obsesiona con Leonela, hasta el punto no querer que ella se recupere de sus miedos para que se entregue a él en su lugar. Nieves gana el juicio y pretende llevarse a Pedrito fuera del país. Pedrito logra escapar a casa de Leonela y llega justo cuando Lorena, enloquecida por los celos, hiere de un disparo a Leonela en un brazo. Madre e hijo logran huir y se refugian en casa de la sirvienta, quien decide llamar a Damián para que atienda a Leonela. 
Pedro Luis los encuentra, pero antes del viaje, obligan al niño a elegir, lo que le provoca un grave ataque de asma. Leonela decide renunciar al niño, pero es María Nieves quien da su brazo a torcer. Pedrito vuelve a casa con sus padres. Pedro Luis insiste en el divorcio, por lo que Leonela pide ayuda a Damián para que la saque del país junto a Pedrito. Pedro Luis los descubre, y todo se soluciona; al final, Damián renuncia a Leonela y su terapia finalmente la ayuda a recuperarse de su miedo a amar, tras lo cual ella se entrega a Pedro Luis con todo su ser.

## Elenco
- Mariana Levy como Leonela Ferrari Mirabal
- Diego Bertie como Pedro Luis Guerra Morales
- Mariela Alcalá como María Nieves
- Ana Bertha Espín como Estela Mirabal de Ferrari
- Roberto Sen como Homero Ferrari
- Roberto Moll como Joaquín Machado
- Etty Elkin como Delfina Guerra
- Mónica Domínguez como Selenia Mirabal de Machado
- Paul Vega como Nelson Martínez
- Paul Martín como Otto Mendoza
- Orlando Sacha como Arcadio Guerra
- Raúl Azkenazi como Mario Guerra Morales
- Antonio Arrué como Trino
- Flor Castillo como Maruca
- María Angélica Vega como Imán Zublette
- Rossana Fernández Maldonado como Patricia "Paty" Machado Mirabal
- Mari Pili Barreda como Claudia
- Bertha Cabrejos
- László Kovács
- Willy Gutiérrez como Ramón Guerra
- Gloria Klein como Margarita "Maggie"
- Ana Morey
- Allan Pastor
- Laly Goyzueta como Bella
- Vanessa Saba como Teresa
- José Luis Ruiz como Rafael Guerra Morales
- Eriberto Seminario
- Ariel López Padilla como el Dr. Damián Cedeño
- Reynaldo Arenas como Cayetano
- Javier Echevarría como Alfredo
- Tatiana Espinoza como Amparo
- Ebelin Ortiz como Rosa
- Fernando Pasco como Rogelio
- Ricky Tosso como Ismael Torres "Chiripa"
- Angelita Velásquez como la Cocinera de la familia Guerra Ferrari
- Luis Cabrera como Gumercindo
- Juan Manuel Vial como Pedro "Pedrito" Guerra Ferrari
- Marco Zunino como Willy
- Jorge Guzmán como Marco Tulio Cerpa
- Maryloly López como Lorena
- Vanessa Robbiano como Silvana
- Pilar Delgado como Neyda Salazar
- Esther Chávez como Paula Barreto
- Antonio Solis como Inocencio Rondón "Harapo"
- Ricardo Fernández como Director del penal
- Ricardo Cabrera como Mayor Comisario Rojas
- Juan Manuel Ochoa como el Apureño
- Carlos Acosta como Pacheco
- Eugenio Troullier como el millonario
- Victor Angeles Villavicencio como Mitrón
- Joel Ezeta como Juanito
- Havier Arboleda como policía

## Emisión Internacional
- Costa Rica: Repretel Canal 6
- México: Televisa
- Venezuela: Venevisión (con mucho éxito)
- Estados Unidos: Univision

## Versiones
- La desaparecida cadena venezolana RCTV realizó la versión original de esta historia bajo la dirección de César Enríquez y Rolando Loewenstein y la producción de Arquímedes Rivero y Alberto Giarrocco. La telenovela estuvo dividida en dos partes, "Leonela" emitida en 1983 y "Miedo al amor" emitida en 1984 y tuvieron como protagonistas a Mayra Alejandra y Carlos Olivier. Tuvo como fondo musical el tema "Ladrón de tu amor", letra y música de Luis Guillermo González e interpretado por Gualberto Ibarreto.